# Arnošt Vašíček
Arnošt Vašíček (* 27. srpna 1953 Ostrava) je český cestovatel, scenárista, spisovatel a záhadolog (o slovu „záhadalog“ se vyjadřuje, že jej nemá rád). Vašíček je ženatý a má 2 děti.

## Život
Vystudoval Fakultu žurnalistiky Univerzity Karlovy v Praze, obor Filmová a televizní žurnalistika. Jeho hlavním zájmem jsou záhady jako nerozluštěné archeologické nálezy, nevysvětlitelné úkazy a další tajemné a neznámé jevy včetně utajovaných rituálů. Věnoval se i námořnímu jachtingu a zúčastnil se tří velkých námořních expedic. Celkem navštívil již více než 80 zemí na pěti kontinentech. Na svých cestách navštívil a studoval řadu primitivních kmenů v odlehlých částech světa, například kmen Veddů na Srí Lance, Dajáků na Borneu, Danů na Irian Jaya, Mentawaje na ostrově Siberut, Dogony v Mali, kmen Kubu na Sumatře nebo Antanosy na Madagaskaru.
Kromě zahraničí se také zaměřuje na záhady v České republice. Ve svém díle s názvem Tajemství Ďáblovy bible se snažil rozluštit pozadí vzniku rukopisné knihy Codex gigas (zvané i jako Ďáblova bible). Dále se zabýval malbami v kostele sv. Jana Křtitele v Jindřichově Hradci, možnému místu hrobu hunského krále Attily a mnohým dalším místům, představovaným např. v rubrice Záhady na dosah ruky publikované v reklamním magazínu ČD pro vás železničního dopravce Českých drah.
Arnošt Vašíček je velmi aktivní autor, který má na svém kontě již více než 40 titulů. Mimo práci spisovatele napsal též scénář k řadě dokumentů a televizním seriálům jako například Strážce duší nebo mysteriozní detektivní trilogie Ďáblova lest a Ztracená brána.

## Kontroverze a kritika
Arnošt Vašíček je autorem řady sporných nebo těžko ověřitelných prohlášení, za některá z nich byl také kritizován.

### Zavádějící informace v knizeTajemství Ďáblovy bible
Spisovatel Vašíček byl kritizován za svou knihu Tajemství Ďáblovy bible, respektive článek o této knize uveřejněný v časopise 100+1. Autorem kritického článku Arnošt Vašíček a Kodex Gigas neboli Ďáblova bible je Libor Gottfried, archivář a historik, který svůj kritický článek publikoval na stránkách Českého klubu skeptiků Sisyfos. Historik Gottfried se například pozastavuje nad tím, jak Vašíček dospěl k tomu, že v Ďáblově bibli je satan znázorňován neobvykle.
„...jak vlastně má vypadat ‘správné’ a ‘obvyklé’ znázorňování satana ve středověku“, (...) 

Autor kritického článku nesouhlasí ani se zdůrazněním, že o autorovi rukopisu Codex gigas nic nevíme, protože autoři ve středověku neměli ve zvyku svá díla podepisovat. Tento zvyk je zmíněn například i v pořadu o podobném díle Kodex vyšehradský, kde je výslovně řečeno „umělci ve středověku neměli ve zvyku podepisovat svá díla ani vysvětlovat pro koho a proč byla vytvořena.“[00:10:24–00:10:31]
„O autorovi tohoto jedinečného díla neexistuje jediný doklad,“ píše pan Vašíček, a doufá, že tím podnítí nádech tajemna a záhadna u svých čtenářů. Pan Vašíček ovšem svým čtenářům neřekne (nebo to snad neví?), že ve středověku se písaři do knih, které opisovali nebo dokonce sepisovali, nepodepisovali, a jen výjimečně vzácně se našel nějaký (na středověké poměry) velmi ješitný písař či autor, který své jméno naopak prozradil a někam do knihy či miniatury zakomponoval.
Zásadně odmítá také Vašíčkův návrh na nahřívání prázdných stránek rukopisu či používání roztoků za účelem odhalení možných neviditelných písem.
„Pergamen, který bychom lehce nahřáli (už teplota 25 stupňů C je pro starý pergamen strašným teplotním šokem), by se možná natrvalo zkroutil a došlo by k nevratným škodám. A používání nějakých roztoků je naprosté šílenství.“ (...) Ve středověku, například v 13. století, neměli ještě potrhlí blázni, kteří by snad zapisovali nějaké magické formule, potřebu psát neviditelným inkoustem. Vždyť kdo kromě nich, tj. mnichů v klášteře, vlastně tehdy uměl číst, a kdo se k takové knize někdy v životě dostal? Představa o neviditelných inkoustech ve středověku je naivní a hloupá. 
V konzervačních příručkách se uvádí, že pergamen je velmi stabilní materiál při teplotě 18 °C a relativní vlhkosti vzduchu 50–60 %. Nebezpečí pro něj představuje každé dlouhodobější zvýšení relativní vlhkosti prostředí nad 70 % (20 °C). Nelze tedy tvrdit, že již zvýšení teploty na 25 °C je pro pergamen „strašným teplotním šokem“.
Libor Gottfried podobně kritizuje Vašíčka i ve své recenzi Nepovedený český Umberto Eco (uveřejněné v Lidových novinách), kde hodnotí seriál Ďáblova lest, ke kterému Arnošt Vašíček sepsal scénář.

#### Odpověď Arnošta Vašíčka na kritický článek
Proti kritickému článku Libora Gottfrieda, uveřejněného na stránkách českého klubu skeptiků Sisyfos, publikoval Arnošt Vašíček na svých stránkách článek s názvem I skeptik někdy (se)lže. V něm se snaží obhajovat své domněnky a úvahy, které popisuje ve své knize Tajemství ďáblovy bible. Podezření, že v kodexu byl použit neviditelný inkoust podporuje tím, že ve středověku i starověku byl neviditelný inkoust znám, 
Byl tedy hlupákem i Plinius, žijící v 1. století, když ve svém známém díle Naturalis historia píše, že rostlinné mléko (z rostliny tithymallus) lze využít jako neviditelný inkoust? Byl stejným pitomcem i básník Ovidius, který uvádí podobnou zmínku v Umění lásky? A co řecký vědec Filio byzantský? Spletl se ve své úvaze o inkoustu, vyrobeném z duběnek? Arabští chemici byli už po roce 1000 přeborníky v tomto oboru. Ve středověku neviditelné inkousty využívali evropští písaři tajných diplomatických zpráv. Porta jim věnoval celou knihu svého díla Magia Naturalis. 
Všichni Vašíčkem uvedení autoři se opravdu zmiňují o tzv. neviditelném inkoustu. Je nutné doplnit, že první tři zmínění autoři žili před naším letopočtem, případně v 1. století našeho letopočtu. Naopak Giambattista della Porta své dílo Magiae Naturalis (Přírodní magie) publikoval poprvé teprve v roce 1558, tedy o tři století později, než byl napsán Codex gigas.

Poté Vašíček ve svém článku argumentuje, že k nevratnému poškození pergamenu dochází až při vyšších teplotách.
Teplota lidského těla přesahuje zmíněných 25 stupňů C skoro o 50%. Znamená to, že pergamen nesmíme vůbec vzít do ruky? Písař se o rozměrnou stránku nesměl opírat loktem, aby ji nepropálil? Ve skutečnosti nevratné smrštění pergamenu nastává až při teplotách od 58 stupňů C, výjimečně o něco nižších. Záleží na vlhkosti fólie. Vyschlý pergamen odolá teplotě až 150 stupňů C.
Dle odborných článků zabývajících se ochranou archivních materiálů včetně pergamenů, začíná teplota poškození suchým teplem až nad 100 °C, pokud samotný pergamen je také suchý. K nevratnému poškození dochází i při nižších teplotách 50–60 °C, avšak při působení vlhkého tepla, tj. při vyšší relativní vlhkost (65%).

### Vlastní dohady v pořadu Všechnopárty

#### Teorie o postavení Chufeovy pyramidy
V pořadu Všechnopárty 5. 2. 2008 Arnošt Vašíček tvrdil, že postavit Chufeovu pyramidu tvořenou více než 2 miliony kvádry za 20 let nebylo možné. (Své tvrzení uvedl poté, co se moderátor Karel Šíp ptal dalšího hosta Lenky Přibylové, tehdejší předsedkyně klubu Sisyfos, zda mimozemšťané postavili pyramidy.)
Já jsem si to spočet. To stačí papír a tužka. U velké pyramidy, oni říkali, že to stavěli 20 let. A teď je tam 2 milióny kvádrů, když to spočtete, tak zjistíte, že by na ten 1 obrovský kvádr potřebovali zhruba 40 sekund. Museli by ho vylomit, dopravit, otesat, posadit. Nedá se to stihnout! [00:33:14–00:33:40] 
Neuvedl však informaci, že dodnes existují jen dohady o skutečné délce stavby této pyramidy a použití technik pro její stavbu. Někteří egyptologové jako světově uznávaný Mark Lehner odhadují délku stavby jen na 10 let. Stejný egyptolog a kameník Roger Hopkins uskutečnili v roce 1997 třítýdenní pokus pro populárně naučnou americkou televizi Nova. S pomocí 44 mužů vybudovali 9metrovou pyramidu o objemu 162 m³ a váze 40 tun sestávající ze 186 kvádrů o průměrné váze 2,2 tuny. Uskutečněný experiment nevyvrací odhadovanou délku stavby při dnešních dohadech odborníků, kteří se shodují, že na stavbě mohlo pracovat něco přes 30 tisíc dělníků, někteří mluví dokonce o pouhých 10 tisících – ne však otroků, ale rolníků a kvalifikovaných dělníků.

#### Původ bábovky
Při druhém pozvání do pořadu Všechnopárty v listopadu 2017 se Vašíček vyjádřil k původu formy na bábovku (druh sladkého pečiva). Uvedl, že k nám tato pečicí forma přišla z Indie, jako spojení symbolů plodnosti a pečená k uctění bohyně Bábany. O tomto Vašíčkově tvrzení publikoval článek i bulvární deník Aha!. 
Všeobecně se má za to, že to je takový typicky český pokrm, typicky české pečivo. Ale nikdo vám nevysvětlí, proč má forma na bábovku tak podivný tvar. Je to ten ovál, pak je tam ten komínek. A když se někoho zeptáte, tak řekne, je to třeba proto, aby se to lépe propeklo. Ale když dámy pečou korpus na dort, tak se taky dobře propeče a neokrádají nás o ten prostředek. A proč teda ta forma má takový tvar? A to vysvětlení je neuvěřitelné. Je to důkaz toho, že bábovka přišla k nám z Indie. A když byste byli v nějakém hinduistickém chrámu, tak tam na zemi uvidíte takový kamenný blok a v něm je ovál, stejně jak na té bábovce a to je symbol ženské plodnosti Iony. [čas 00:05:43–00:06:30]
Vašíček tuto domněnku opírá pouze o svůj poznatek z cest do Indie. Nicméně žádné další dostupné zdroje zabývající se původem slova bábovka, potažmo jeho tvarem, nikde neuvádí zmínku o jeho možném indickém původu. Původem tohoto slova se zabýval významný český lingvista Václav Vachek pro odborný jazykovědný časopis Naše řeč, kde uvedl, že jde především o název pro hliněnou formu, ve které se toto pečivo připravuje. Zmínil také, že např. v okolí Havlíčkova Brodu si lidé slovo „bábovka“ vykládali podle toho, že byla obvykle darována jako výslužka porodní asistence (bábě), od níž se toto pojmenování přeneslo i na samotný pokrm.
V češtině máme slovo „baba“ ve významu sladkého pečiva doložené od 15. století. František Kopečný, český bohemista a etymolog, upozorňoval, že „baba“ má i mnoho přenesených významů včetně bábovka jako druhu pečiva. V této formě se „baba“ dostala do němčiny a francouzštiny. Ale jsou i domácí útvary, jako švábské baba „chléb“ nebo švýcarské babi = druh žemlovky. Původně se tak říkalo formě, tedy v bábovce se pekla bába. Dnes užívanější teorie vzniku souvisí se slovem „pápa“, které souvisí s lalickými slovy (dětská „žvatlavá“ slova) podobně jako zvukomalebné slovo „papat“, což by nemělo odkazovat ani na staré ženy či porodní asistentky. Původ slova „baba“ či „papa“ jako žvatlavého lalického slova tvořeného primitivními slabikami popisuje i František Kopečný ve svém článku Je význam slov máma, bába, táta apod. přirozeně dán?, kde uvádí: „Ale snad souvisí s touto oblastí dětské volání po jídle (pappa! volali už malí Římánkové, jako volají papu! naši občánkové).“ (s. 35)
Český etymolog Václav Machek, autor etymologického slovníku, se na základě výskytu podoby „pápa“ domnívá, že „baba žemlová“ byla v té době (myšleno 16. stol.) stále brána jako cizí jídlo a soudí „bába“ je stejné co „pápa“. Pečivo s označením „pápa“ lze nalézt též ve slovenštině, polštině, lužičtině, ukrajinštině nebo ruštině. V německých dialektech oblastí sousedících se slovanským územím (Bavorsko, Slezsko, Sasko) je Babe, Bäbe ‘bábovka’. Tedy slovo „bába“ či „pápa“ předchůdci slova „bábovka“ je historicky používané i v dalších evropských jazycích.
Kupříkladu cukrářka Jaroslava Nováková na Českém rozhlasu Plzeň odpověděla, že slovo „bábovka původně znamenalo pekáč, forma na bábu. Původ slova není zcela jasný, můžeme se jen přiklonit k verzi, že pochází z polského slova baba s významem dětské jídlo“. Slovo „baba“ uvádí i ukrajinský kulinářský slovník ve významu sladkého pečiva, které se peče na Velikonoce. Význam slova bábovka jako „vyššího okrouhlého moučníku pečeného ve formě s naznačenými dílky“ nebo „forma na pečení bábovky“ lze nalézt také v Akademickém slovníku současné češtiny.

### Využívání informací, které zapadají
V pořadu Uchem jehly poprvé publikovaného dne 19. dubna 2015 popsal v rozhovoru s moderátorem pořadu Zbigniewem Czendlikem, jak pracuje se záhadami, které zkoumá:
Vždycky jsem se snažil, abych používal co nejvíc faktů, ověřených, skutečných věcí, ale pravdou je, že pak z nich skládám určitý obraz. Snažím se tu záhadu vyřešit. Vytvořím určitou hypotézu, určitou spekulaci. Ale chci, aby vždycky byl základ pravdivý. [00:02:59–00:03:26] (...) Dovede mě to k nějaké hypotéze a snažím se prostě k tomu vyhledávat fakta. Uznávám rovnou, že si vybírám ta fakta, která do ní zapadaj. Ale snažím se v každé knize přiznat i to, co je proti. No, ale podobným způsobem se vlastně pracuje u soudu. Obhajoba používá jiná fakta a jinak si je vykládá třeba obžaloba. [00:04:05–00:04:30]
Ve své odpovědi se přiznává k tomu, že si vybírá jen ta fakta, která do jeho hypotézy zapadají. Což obhajuje srovnáváním s prací u soudu, obhajoba versus obžaloba. Toto srovnání by se však dalo označit za argumentační klam (faul), na základě chybné dedukce (sylogismu), kdy ospravedlňuje svůj postup zkoumání na základě jednoho společného aspektu se soudním procesem.

## Dílo
Arnošt Vašíček je autorem desítek knih, z nichž některé se staly předlohou k televizním seriálům.

### Knihy
1995–1999
- 1995 Setkání s tajemnem
- 1996 Setkání s tajemnem 2
- 1996 V zajetí mágů
- 1996 Planeta záhad
- 1998 Planeta záhad. I. díl, Tajemná minulost
- 1999 Planeta záhad. II. díl, Zkázy a zázraky
- 1999 Planeta záhad. III. díl, Bytosti odjinud

2000–2009
- 2000 Utajený svět
- 2001 Na lovu příšer
- 2001 Neuvěřitelné skutečnosti (2. vydání 2015)
- 2002 Egyptské záhady
- 2003 Maska smrti
- 2002 Turecké záhady
- 2004 Egyptské záhady 2
- 2004 Mexické záhady (2. vydání 2014)
- 2005 Strážce duší
- 2005 Strážce duší 2
- 2005 Sedm záhad Strážce duší
- 2006 Záhady Peru
- 2006 Stopy neznáma
- 2007 Tajemství Ďáblovy bible
- 2007 Záhady Číny a Tibetu
- 2008 Na lovu záhad
- 2008 Vesmírné přízraky – Odkud a proč přicházejí
- 2009 Návrat strážce duší
- 2009 Ďáblova lest
- 2009 Záhady Strážce duší

2010–2019
- 2010 Setkání s tajemnem
- 2010 Italské záhady
- 2011 Planeta záhad - Fakta, otazníky, hypotézy
- 2011 Nedobytná šifra
- 2012 Ztracená brána
- 2012 Záhady Tichomoří
- 2013 Záhady Orientu
- 2014 Zajatci ďáblova chřtánu
- 2014 Tajuplné objevy
- 2015 Největší tajemství templářů
- 2016 Labyrint záhad – Největší tajemství Čech, Moravy a Slezska
- 2017 Krev démona – Thriller s děsivým historickým tajemstvím
- 2017 Muzeum záhad
- 2018 Velké tajnosti
- 2018 Oko kyklopa
- 2019 České tajemno

### Televizní tvorba
- 1994 Setkání s tajemnem – scénář ke 13dílnému dokumentárnímu cyklu na TV Nova[10][36]
- 1996–1998 Planeta záhad – scénář, kamera, režie, dokumentární cyklus 52 díly na České televizi
- 1999 Mimozemšťané (dokumentární) – scénář, kamera, režie
- 1999 Světozor – tři díly z cestopisného dokumentárního cyklu
- 2000 Panoptikum podivností – režie, scénář, kamera
- 2005 a 2008 Strážce duší (TV seriál) – scénář k 13dílnému detektivnímu seriálu s prvky thrilleru (Česká televize)
- 2006 Zajatci ďáblova chřtánu – scénář, televizní film pro děti (Česká televize)
- 2008 Ďáblova lest – scénář k detektivní trilogii (Česká televize)
- 2012 Ztracená brána – scénář k detektivní trilogii (Česká televize)
- 2015 Tajemství Voynichova rukopisu – scénář a režie dokumentu (vlastní produkce Mystery Film)
- 2015 Labyrint záhad – scénář, režie
- 2020 České tajemno – scénář k šestidílnému dokumentárnímu cyklu (Česká televize - studio Ostrava)[8]